# Chàng ngốc (phim 1958)
Chàng ngốc (tiếng Nga: Идиот) là một bộ phim chuyển thể theo cuốn tiểu thuyết cùng tên của nhà văn Fyodor M.Dostoyevsky, do Ivan Pyryev đạo diễn, ra mắt lần đầu năm 1958.

## Nội dung
Hoàng thân Myshkin là hậu duệ cuối cùng của một gia đình dòng dõi hoàng gia đã suy sụp. Sau một thời gian sang Thụy Sĩ trị bệnh, chàng trở về nước Nga và từ đây, chứng kiến nhiều chuyện khóc cười trong lòng một xã hội đang bước vào thời kỳ nhốn nháo.
Trên chuyến tàu đến Sankt-Peterburg, Myshkin quen với một thương gia có tên Parfenov Rogozhin, y đã kể với chàng về tình yêu say đắm của mình với Nastasya Filippovna, tình nhân của một gã quý tộc giàu có, thích hưởng lạc Totsky. Nàng được hắn nuôi dưỡng sau khi bố mẹ qua đời, để rồi bị chính hắn cưỡng bức và biến thành vợ không chính thức. Sau đó, hắn rắp tâm sử dụng nàng như một món hàng trao đổi để lót chân bước vào giới thượng lưu. Tại Sankt-Peterburg, hoàng thân tìm đến nhà họ hàng xa của mình – phu nhân tướng Elanchinoy, đã gặp chồng bà, các con gái bà, và viên thư ký Gavrila Ivolgin.
Vô tình nhìn thấy trên bàn bức chân dung của Nastasya Filippovna, Hoàng thân cực kỳ ấn tượng với nhan sắc tuyệt vời của nàng, để rồi từ đó, chàng bị cuốn vào vòng xoáy những mưu mô đen tối của giới thượng lưu, của những tầng lớp tối tăm trong xã hội Nga thời bấy giờ…

## Diễn viên
- Yury Yakovlev — Hoàng thân Myshkin
- Юлия Борисова — Настасья Филипповна
- Леонид Пархоменко — Парфён Рогожин
- Раиса Максимова — Аглая Епанчина
- Никита Подгорный — Ганя Иволгин
- Вера Пашенная — генеральша Епанчина
- Николай Пажитнов — генерал Епанчин
- Галина Самохина  — Александра Епанчина
- Раиса Куркина — Аделаида Епанчина
- Клавдия Половикова — Нина Александровна Иволгина
- Иван Любезнов — генерал Иволгин
- Людмила (Олеся) Иванова — Варя Иволгина
- Григорий Шпигель — Птицын
- Владимир Муравьёв — Фердыщенко
- Сергей Мартинсон — Лебедев
- Павел Стрелин — Тоцкий
- Андрей Файт — человек из свиты Рогожина
- Эммануил Геллер — гусар из свиты Рогожина
- Николай Горлов — человек из свиты Рогожина
- Николай Кутузов — жадный чиновник

## Sự kiện thú vị
Ban đầu, đạo diễn dự định thực hiện bộ phim theo hai phần: Phần Một - Nastasya Filippovna, phần Hai: Aglaya. Nhưng sau khi kết thúc phần Một, diễn viên Yury Yakovlev (Hoàng thân Mushkin) hóa thân vào nhân vật đến mức ốm nặng, trở nên trầm cảm và không thể diễn tiếp phần Hai, để lại bao tiếc nuối cho khán giả.